# Монграндо
Монграндо, Монґрандо (італ. Mongrando, п'єм. Mongrand) — муніципалітет в Італії, у регіоні П'ємонт, провінція Б'єлла.
Монграндо розташоване на відстані близько 540 км на північний захід від Рима, 60 км на північний схід від Турина, 7 км на південний захід від Б'єлли.
Населення — 3955 осіб (2014).

## Демографія
Населення за роками:

Станом на 1 січня 2023 року в муніципалітеті офіційно проживали 124 іноземці з 31 країни, серед них 40 громадян країн Євросоюзу та 5 громадян України.

## Сусідні муніципалітети
- Борріана
- Камбурцано
- Донато
- Гралья
- Нетро
- Окк'єппо-Інферіоре
- Пондерано
- Сала-Б'єллезе
- Цуб'єна